# Fred Boyd
Pour les articles homonymes, voir Boyd.
Freddie L. Boyd (né le 13 juin 1950) est un ancien joueur américain de basket-ball de la National Basketball Association. À sa sortie de l'université d'État de l'Oregon, il fut sélectionné au premier tour (5e choix) de la draft 1972 par les 76ers de Philadelphie. Il joua 327 matchs en six saisons pour les 76ers de Philadelphie et les New Orleans Jazz.